# Volatility (logiciel)
Volatility est un framework open source pour l'informatique légale et en particulier le recouvrement de mémoire, utilisé dans la réponse à incident informatique et l'analyse des logiciels malveillants.
Le logiciel est écrit en Python et prend en charge les systèmes d'exploitation Microsoft Windows, Mac OS X et Linux (pour les versions 2.5 et postérieures). Il est nativement inclus dans Kali Linux.

## Systèmes d'exploitation supportés
Volatility permet l'investigation des images mémoires suivantes :
Windows :
- 32-bit Windows XP (Service Pack 2 et 3)
- 32-bit Windows 2003 Server (Service Pack 0, 1, 2)
- 32-bit Windows Vista (Service Pack 0, 1, 2)
- 32-bit Windows 2008 Server (Service Pack 1, 2)
- 32-bit Windows 7 (Service Pack 0, 1)
- 32-bit Windows 8, 8.1, et 8.1 Update 1
- 32-bit Windows 10 (initial support)
- 64-bit Windows XP (Service Pack 1 et 2)
- 64-bit Windows 2003 Server (Service Pack 1 et 2)
- 64-bit Windows Vista (Service Pack 0, 1, 2)
- 64-bit Windows 2008 Server (Service Pack 1 et 2)
- 64-bit Windows 2008 R2 Server (Service Pack 0 et 1)
- 64-bit Windows 7 (Service Pack 0 et 1)
- 64-bit Windows 8, 8.1, et 8.1 Update 1
- 64-bit Windows Server 2012 et 2012 R2
- 64-bit Windows 10 (incluant a minima la mise à jour 10.0.14393)
- 64-bit Windows Server 2016 (incluant a minima la mise à jour 10.0.14393)

Mac OS X :
- 32-bit 10.5.x Leopard
- 32-bit 10.6.x Snow Leopard
- 32-bit 10.7.x Lion
- 64-bit 10.6.x Snow Leopard
- 64-bit 10.7.x Lion
- 64-bit 10.8.x Mountain Lion
- 64-bit 10.9.x Mavericks
- 64-bit 10.10.x Yosemite
- 64-bit 10.11.x El Capitan
- 64-bit 10.12.x Sierra
- 64-bit 10.13.x High Sierra
- 64-bit 10.14.x Mojave
- 64-bit 10.15.x Catalina

Linux :
- Kernels 32-bit Linux 2.6.11 to 5.5
- Kernels 64-bit Linux 2.6.11 to 5.5
- OpenSuSE, Ubuntu, Debian, CentOS, Fedora, Mandriva, etc.